# Andrés Gabriel Ferrada Moreira
Andrés Gabriel Ferrada Moreira (Santiago do Chile, 10 de junho de 1969) é um arcebispo chileno da Igreja Católica, atual secretário da Congregação para o Clero.

## Biografia
Andrés Gabriel Ferrada Moreira nasceu em Santiago do Chile em 10 de junho de 1969. Foi ordenado sacerdote da Arquidiocese de Santiago do Chile em 3 de julho de 1999. Estudou vários anos em Roma e obteve o doutorado em teologia na Pontifícia Universidade Gregoriana em 2006. Além das atribuições pastorais naquela arquidiocese, foi diretor de estudos e prefeito de teologia do Seminário Pontifício Prefeito de los Santos Ángeles Custodios.
Os anos de Ferrada em Santiago foram marcados por sua associação com o padre Fernando Karadima, o carismático líder de um grupo denominado União Sacerdotal do Sagrado Coração, que uma investigação do Vaticano de 2011 considerou culpado de agredir sexualmente menores e abusar de sua autoridade, levando à sua laicização em 2018. Ferrada conheceu Karadima quando tinha 19 anos, finalmente ingressou no Sindicato e teve Karadima como seu conselheiro espiritual. Falava semanalmente com Karadima enquanto estudava em Roma por cinco anos. Em 2010, Ferrada e vários outros padres, incluindo seu irmão, se desvincularam de Karadima dizendo que consideravam verossímeis as acusações de abuso sexual por parte de Karadima. Ferrada mais tarde testemunhou no tribunal em apoio às vítimas de abuso sexual por Karadima, dizendo que tinha testemunhado o abuso de poder de Karadima e avanços sexuais indesejados desde meados da década de 1990 "mas ninguém nunca fez nada a respeito". Ao se defender das acusações de manipulação espiritual, Karadima disse que Ferrada "tem um caráter difícil e é um tanto imprudente".
Juntou-se à equipe da Congregação para o Clero em 2018. Em 8 de setembro de 2021, o Papa Francisco o nomeou secretário daquela Congregação, a partir de 1 de outubro, e arcebispo titular de Tiburnia. Sua consagração episcopal ocorreu em 17 de outubro do mesmo ano, na Basílica de São Pedro, pelas mãos do Papa Francisco, coadjuvado por Beniamino Stella, prefeito-emérito da Congregação para o Clero e por Lazarus You Heung-sik, prefeito desta Congregação.